# 家富ヨウジ
家富 ヨウジ（いえとみ ヨウジ、1968年2月21日 - ）は、日本の俳優・声優。旧名は家富 洋二（読みは同じ）。　

## 人物
- かつてはスターダストプロモーションに所属していた[2]。

## 出演作品

### テレビドラマ
- 3年B組金八先生 スペシャル6「先生の暴力・生徒の暴力」（1986年、TBS系）
- 月曜ドラマランド藤子不二雄の夢カメラ第2話「さ・よ・な・らジゴロ」（1987年、フジテレビ系）
- こんな学園みたことない!（1987年、フジテレビ系）
- 花のあすか組!（1988年、フジテレビ系）
- はいすくーる落書（1989年、TBS系）
- 美少女仮面ポワトリン第7話「アイドルじゃない…」（1990年、フジテレビ系）
- 世にも奇妙な物語
  - 「殺人者は後悔する」（1991年、フジテレビ系）
  - 「ハイ・ヌーン」（1992年、フジテレビ系）
  - 冬の特別編 「そのボタンを押すな」(1995年、フジテレビ系)
- セカンド・チャンス（1995年、TBS系）
- 合い言葉は勇気（2000年、フジテレビ系）
- 恋の神様（2000年、TBS系）

### 映画
- BE FREE!（1986年、村山春樹）デビュー作
- 本場ぢょしこうマニュアル 初恋微熱篇（1987年）
- いとしのエリー（1987年）
- オールナイトロング（1992年、田中徹也）
- けっこう仮面2（1992年、押井勲）

### テレビアニメ
1996年
- 花より男子（青池和也）

1997年
- 夢のクレヨン王国（ソソソナス、白大臣）

1999年
- おジャ魔女どれみ（山内信秋、八太郎）
- デジモンアドベンチャー（モジャモン）
- ビーストウォーズネオ 超生命体トランスフォーマー（ハインラッド）
- ビックリマン2000（予習太助）

2000年
- おジャ魔女どれみ♯（山内信秋、八太郎、順一先生）
- こちら葛飾区亀有公園前派出所（高山）

2001年
- 破壊魔定光（ノリヤス[4]）
- も〜っと!おジャ魔女どれみ（山内信秋、ペンギンのエド）

2002年
- おジャ魔女どれみドッカ〜ン!（八太郎、おかいこ様）

### 劇場アニメ
2020年
- 魔女見習いをさがして（菱友社員）

### OVA
2004年
- おジャ魔女どれみナ・イ・ショ（山内信秋）

## 音楽CD
- おジャ魔女どれみ ドッカーン! CDくらぶ その6「おジャ魔女キャラクターヴォーカルコレクション・6年2組篇」（「ブツバツナイスガイ」収録）